# Electron (Washington)
Electron az Amerikai Egyesült Államok északnyugati részén, Washington állam Pierce megyéjében elhelyezkedő önkormányzat nélküli település.
Electron postahivatala 1903 és 1943 között működött.